# Anaceros
Anaceros is een geslacht van hooiwagens uit de familie Biantidae.
De wetenschappelijke naam Anaceros is voor het eerst geldig gepubliceerd door Lawrence in 1959. 

## Soorten
Anaceros omvat de volgende 4 soorten:
- Anaceros anodonta
- Anaceros canidens
- Anaceros humilis
- Anaceros pauliani